# Ciro Miniero
Ciro Miniero (Nápoles, 31 de janeiro de 1958) é um arcebispo católico italiano, desde 22 de julho de 2023 arcebispo metropolitano de Taranto.

## Biografia
Nasceu em Nápoles, capital da província e sede do arcebispo, em 31 de janeiro de 1958.

### Formação sacerdotal e ministério
Em 1976 obteve o título de mestre e no Seminário Maior Arquiepiscopal de Nápoles completou o processo de formação para o sacerdócio até completar os estudos de filosofia e teologia.
Em 19 de junho de 1982 foi ordenado sacerdote pelo Cardeal Corrado Ursi, Arcebispo Metropolitano de Nápoles.
Após a ordenação presbiteral foi enviado como vigário paroquial à paróquia Ave Gratia Plena da Barra; O cardeal Michele Giordano nomeou-o pároco da mesma paróquia em 16 de janeiro de 1989 e, em 1994, decano do então XVIII decano da arquidiocese napolitana, cargo que ocupou até 1997, quando foi nomeado vigário episcopal da então VII zona pastoral. de 'arquidiocese.
Durante oito anos, de 1981 a 1989, lecionou religião católica em escolas secundárias estaduais e de 1989 a 1992 em uma escola secundária científica. Em 1995 obteve a licença em teologia pastoral, discutindo a tese intitulada: Imagem da Igreja e renovação pastoral na paróquia Ave Gratia Plena, na Pontifícia Faculdade Teológica do Sul da Itália - seção "São Tomás".
De 1999 a junho de 2008 foi ecónomo diocesano da arquidiocese de Nápoles. Desempenha também outras funções: pai espiritual no seminário maior arquiepiscopal e membro do conselho presbiteral, da comissão para a formação permanente do clero, da equipa de animação pastoral diocesana e da comissão regional para o clero.
Em 4 de dezembro de 2007, o Cardeal Crescenzio Sepe, Arcebispo de Nápoles, nomeou-o Decano do IX Decano da Arquidiocese Napolitana e, em 1 de março de 2008, membro do Conselho de Administração do Seminário do Arcebispo de Nápoles.

### Ministério episcopal

#### Bispo de Vallo della Lucania
Em 7 de maio de 2011 foi nomeado bispo de Vallo della Lucania pelo Papa Bento XVI; sucedeu Giuseppe Rocco Favale, que renunciou após atingir o limite de idade. No dia 19 de junho seguinte recebeu a ordenação episcopal, na Catedral de Nápoles, do cardeal Crescenzio Sepe, co-consagrando os bispos Antonio Di Donna e Lucio Lemmo. No dia 4 de setembro toma posse da diocese.
Na Conferência Episcopal da Campânia ocupa o cargo de ecónomo e delegado para a cultura e comunicação social e para o apoio à Igreja Católica.

#### Arcebispo de Taranto
Em 19 de outubro de 2022, o Papa Francisco nomeou-o arcebispo coadjutor de Taranto. No dia 18 de dezembro seguinte tomou posse do seu novo cargo e, nessa data, foi nomeado administrador apostólico da sede vaga de Vallo della Lucania, cargo que ocupou até à entrada do seu sucessor, Vincenzo Calvosa, em 24 de junho de 2023.
No dia 22 de julho de 2023, tendo aceitado a renúncia de Mons. Filippo Santoro o sucedeu como coadjutor na função de arcebispo metropolitano de Taranto.